# Estación de Masnou
Masnou es una estación de la línea R1 de Rodalies Renfe de Barcelona situada en la línea de playa del municipio homónimo.
La estación está en la línea del Maresme en el tramo Barcelona-Mataró, el primero que se abrió en España. Es estación de cercanías desde que se creó la red, y no tiene ningún otro servicio ferroviario.
| << cabecera                    | < estación   | línea | estación > | cabecera >>                                           |
| ------------------------------ | ------------ | ----- | ---------- | ----------------------------------------------------- |
| Rodalies de Catalunya de Renfe |              |       |            |                                                       |
| Molins de Rey Hospitalet       | Montgat Nord |       | Ocata      | Mataró Arenys de Mar Calella Blanes Massanet-Massanas |
| Hospitalet                     | Montgat Nord |       | Ocata      | Figueras Port-Bou                                     |

- Datos: Q1967648
- Multimedia: El Masnou train station / Q1967648